# بار اثبات (فلسفه)
بار اثبات در فلسفه، به وظیفه یکی از طرف‌های بحث یا مناظره معرفت‌شناختی مبنی بر اثبات مدعای خود یا ارائه شواهد کافی برای آن اطلاق می‌شود.

هنگامی که در بحث یک‌طرف ادعایی می‌آورد که دیگری رد می‌کند، برای توجیه آن ادعا بار اثبات معمولاً بر عهدهٔ فردی است که ادعا را مطرح کرده است، به ویژه هنگامی که آن ادعا وضعیت کنونی را به چالش بکشد.